# Tercera ronda de la clasificación para la Copa Asiática 2019
La Tercera ronda de la Clasificación para la Copa Asiática 2019 será la última etapa del proceso clasificatorio para la Copa Asiática 2019 y definirá a los últimos 12 clasificados al torneo que se realizará en los Emiratos Árabes Unidos. Esta ronda se llevará a cabo del 28 de marzo de 2017 al 27 de marzo de 2018.
Las 12 selecciones que obtengan la clasificación se unirán a las 11 que lo hicieron en la segunda ronda y a la selección anfitriona Emiratos Árabes Unidos para completar los 24 participantes en la Copa Asiática 2019.

## Equipos participantes
En la tercera ronda participan 24 selecciones procedentes de instancias previas: 14 de la segunda ronda, 8 de la ronda de play-offs y 2 de la Copa Solidaridad de la AFC 2016.
Procedentes de la segunda ronda
| - Afganistán - Baréin - Birmania - Corea del Norte | - Filipinas - Hong Kong - Jordania - Kirguistán | - Líbano - Omán - Palestina | - Singapur - Turkmenistán - Vietnam |

Procedentes de la ronda de play-offs
| - Bután - Camboya | - China Taipéi - India | - Malasia - Maldivas | - Tayikistán - Yemen |

Procedentes de la Copa Solidaridad 2016
| - Nepal (en reemplazo de Guam) | - Macao (en reemplazo de Kuwait) |

Guam, que había clasificado a esta etapa como uno de los mejores cuartos lugares de la segunda ronda, anunció su retiro de la competencia en diciembre de 2016. Según Richard K. Lai, presidente de la Asociación de Fútbol de Guam (GFA), el motivo del retiro fue la falta de dinero que impediría afrontar los seis partidos de esta ronda.
Por su parte, Kuwait, clasificado como uno de los terceros lugares de la segunda ronda, no fue tomado en cuenta debido a que la Asociación de Fútbol de Kuwait (KFA) mantenía una suspensión por parte de la FIFA desde el 16 de octubre de 2015 que le impedía participar en cualquier evento avalado por FIFA. En vista de esta situación la AFC señaló el 11 de enero de 2017 como la fecha límite para que la suspensión a la KFA sea levantada y decidir su participación o no en la competencia. Una vez cumplido el plazo la suspensión se mantenía y la AFC optó por considerar a Kuwait como no elegible.
Ante la ausencia de estas dos selecciones el Comité de Competiciones de la AFC decidió reemplazarlas invitando a las dos mejores selecciones de la Copa Solidaridad de la AFC 2016, de esta manera Nepal y Macao, campeón y subcampeón de aquel torneo, ingresaron a la tercera ronda.

### Sorteo
El sorteo de la tercera ronda se llevó a cabo el 23 de enero de 2017 a las 16:00 hora local (UTC+4) en Abu Dabi, Emiratos Árabes Unidos. Las 24 selecciones involucradas fueron distribuidas en 4 bombos, cada uno conteniendo 6 equipos, de acuerdo al ranking FIFA publicado el 12 de enero de 2017.
Entre paréntesis se indica el puesto de cada selección en el ranking FIFA tomado en consideración.
| Bombo 1 | Bombo 2 | Bombo 3 | Bombo 4                                                                                                |
| --- | --- | --- | --- |
| 1. Jordania (107) 2. Omán (118) 3. Filipinas (122) 4. Baréin (123) 5. Kirguistán (124) 6. Corea del Norte (125) | 7. India (129) 8. Palestina (131) 9. Tayikistán (132) 10. Vietnam (136) 11. Hong Kong (140) 12. Turkmenistán (143) | 13. Maldivas (145) 14. Líbano (148) 15. Yemen (149) 16. Afganistán (151) 17. China Taipéi (157) 18. Birmania (159) | 19. Malasia (161) 20. Singapur (165) 21. Camboya (172) 22. Nepal (175) 23. Bután (176) 24. Macao (184) |

El procedimiento del sorteo fue el siguiente:
- En primer lugar se sortearon a los equipos del bombo 4. La selección de la primera bolilla sorteada fue ubicada en la posición 4 del grupo A, las 5 bolillas restantes fueron sorteadas y las selecciones en ellas ubicadas en la cuarta posición de los grupos B, C, D, E y F, en ese estricto orden.
- El mismo procedimiento anterior se aplicó para sortear a los equipos de los bombos 3, 2 y 1, en ese orden. Las selecciones sorteadas del bombo 3 fueron colocadas en la tercera posición de los grupos y las del bombo 2 y 1 en la segunda y primera posición respectivamente.

Finalizado el sorteo los seis grupos de la tercera ronda quedaron conformados de la siguiente manera:
| Grupo A                         | Grupo B                                  | Grupo C                             | Grupo D                       | Grupo E                                   | Grupo F                          |
| ------------------------------- | ---------------------------------------- | ----------------------------------- | ----------------------------- | ----------------------------------------- | -------------------------------- |
| Kirguistán India Birmania Macao | Corea del Norte Hong Kong Líbano Malasia | Jordania Vietnam Afganistán Camboya | Omán Palestina Maldivas Bután | Baréin Turkmenistán China Taipéi Singapur | Filipinas Tayikistán Yemen Nepal |

## Formato de competición
En la tercera ronda las 24 selecciones participantes fueron divididas en 6 grupos de 4 equipos, cada equipo juega dos veces contra los 3 rivales de su grupo en partidos de local y visitante con un sistema de todos contra todos, los equipos son clasificados en los grupos según los puntos obtenidos los cuales son otorgados de la siguiente manera:
- 3 puntos por partido ganado.
- 1 punto por partido empatado.
- 0 puntos por partido perdido.

Si dos o más equipos culminan su participación empatados en puntos se aplican los siguientes criterios de desempate (de acuerdo al artículo 9.3.2 del reglamento de la competición de la Copa Asiática Emiratos Árabes Unidos 2019):
- Criterios de enfrentamientos directos
  - Mayor número de puntos obtenidos en los partidos jugados entre los equipos en cuestión.
  - Diferencia de gol superior producto de los partidos jugados entre los equipos en cuestión.
  - Mayor número de goles marcados en los partidos jugados entre los equipos en cuestión.
  - Mayor número de goles marcados en condición de visitante en los partidos jugados entre los equipos en cuestión.
- Desempate
  - Si luego de aplicar los criterios de enfrentamientos directos dos o más equipos todavía mantienen la igualdad, se vuelven a aplicar los criterios de enfrentamientos directos exclusivamente a los partidos jugados entre estos equipos para determinar su posición final. Si este procedimiento no conduce a una decisión, se aplican los criterios de los resultados de grupo.
- Criterios de los resultados de grupo
  - Diferencia de gol superior en todos los partidos de grupo.
  - Mayor número de goles marcados en todos los partidos de grupo.
  - Tiros desde el punto penal si el empate persiste solo entre dos equipos y ambos se encuentran enfrentados en el campo de juego en el último partido del grupo.
  - La puntuación más baja, calculada de acuerdo con la fórmula establecida en el Apéndice 1 del Reglamento de Competición del torneo, relativo al número de tarjetas amarillas y rojas recibidas por cada equipo en los partidos de grupo.
    - Por tarjeta amarilla: 1 punto;
    - Por tarjeta roja (como consecuencia de 2 tarjetas amarillas): 3 puntos;
    - Por tarjeta roja (directa): 3 puntos;
    - Por tarjeta amarilla seguida de una tarjeta roja (directa): 4 puntos.

  - Sorteo.

Al término de todos los partidos clasifican a la Copa Asiática 2019 el primer y segundo lugar de cada grupo.

## Calendario
El calendario de la tercera ronda fue presentado antes de la realización del sorteo con los equipos representados por el número de su posición en el grupo que les correspondería tras el sorteo.
| Jornada   | Fecha                   | Orden de los partidos |
| --------- | ----------------------- | --------------------- |
| Jornada 1 | 28 de marzo de 2017     | 1 vs 4, 3 vs 2        |
| Jornada 2 | 13 de junio de 2017     | 4 vs 3, 2 vs 1        |
| Jornada 3 | 5 de septiembre de 2017 | 4 vs 2, 1 vs 3        |
| Jornada 4 | 10 de octubre de 2017   | 2 vs 4, 3 vs 1        |
| Jornada 5 | 14 de noviembre de 2017 | 4 vs 1, 2 vs 3        |
| Jornada 6 | 27 de marzo de 2018     | 1 vs 2, 3 vs 4        |

## Resultados
- Las horas indicadas corresponden al huso horario local de la ciudad sede de cada partido.

### Grupo A
| Pos. | Equipo       | Pts. | PJ | G | E | P | GF | GC | Dif. | Clasificación                        |
| ---- | ------------ | ---- | -- | - | - | - | -- | -- | ---- | ------------------------------------ |
| 1    | India        | 13   | 6  | 4 | 1 | 1 | 11 | 5  | +6   | Clasificados a la Copa Asiática 2019 |
| 2    | Kirguistán   | 13   | 6  | 4 | 1 | 1 | 14 | 8  | +6   | Clasificados a la Copa Asiática 2019 |
| 3    | Birmania (E) | 8    | 6  | 2 | 2 | 2 | 10 | 10 | 0    |                                      |
| 4    | Macao (E)    | 0    | 6  | 0 | 0 | 6 | 4  | 16 | −12  |                                      |

 Fuente: AFC
| 28 de marzo de 2017                  | Kirguistán   | 1:0 (0:0) | Macao | Estadio Dolen Omurzakov, Biskek                               |                                                               |
| 19:30 UTC+6                          | Baymatov 70' | Reporte   |       | Asistencia: 10 600 espectadores Árbitro(s): Masoud Tufayelieh | Asistencia: 10 600 espectadores Árbitro(s): Masoud Tufayelieh |
| Jugador del partido: Azamat Baymatov |              |           |       |                                                               |                                                               |

| 28 de marzo de 2017                | Birmania | 0:1 (0:0) | India          | Estadio Thuwunna, Rangún                                 |                                                          |
| 18:00 UTC+6:30                     |          | Reporte   | Chhetri 90'+1' | Asistencia: 21 025 espectadores Árbitro(s): Yu Ming-Hsun | Asistencia: 21 025 espectadores Árbitro(s): Yu Ming-Hsun |
| Jugador del partido: Sunil Chhetri |          |           |                |                                                          |                                                          |

| 13 de junio de 2017              | Macao | 0:4 (0:2) | Birmania                                              | Estadio Campo Desportivo, Taipa                        |                                                        |
| 19:30 UTC+8                      |       | Reporte   | Si Thu Aung 4' 62' · Kyaw Ko Ko 30' · Min Min Thu 74' | Asistencia: 1200 espectadores Árbitro(s): Kim Dae-yong | Asistencia: 1200 espectadores Árbitro(s): Kim Dae-yong |
| Jugador del partido: Si Thu Aung |       |           |                                                       |                                                        |                                                        |

| 13 de junio de 2017                | India       | 1:0 (0:0) | Kirguistán | Estadio Sree Kanteerava, Bangalore                       |                                                          |
| 20:00 UTC+5:30                     | Chhetri 69' | Reporte   |            | Asistencia: 6213 espectadores Árbitro(s): Yudai Yamamoto | Asistencia: 6213 espectadores Árbitro(s): Yudai Yamamoto |
| Jugador del partido: Sunil Chhetri |             |           |            |                                                          |                                                          |

| 5 de septiembre de 2017            | Macao | 0:2 (0:0) | India            | Estadio Campo Desportivo, Taipa                              |                                                              |
| 19:30 UTC+8                        |       | Reporte   | B. Singh 57' 82' | Asistencia: 600 espectadores Árbitro(s): Ahmed Faisal Al-Ali | Asistencia: 600 espectadores Árbitro(s): Ahmed Faisal Al-Ali |
| Jugador del partido: Balwant Singh |       |           |                  |                                                              |                                                              |

| 22 de marzo de 2018                     | Kirguistán                                                   | 5:1 (2:0) | Birmania          | Estadio de Fútbol de Incheon, Incheon (Corea del Sur)   |                                                         |
| 15:00 UTC+9                             | Shamshiev 2' · Zemlianukhin 5' 63' · Lux 74' · Sagynbaev 87' | Reporte   | Kyaw Zin Htet 83' | Asistencia: 1068 espectadores Árbitro(s): Sukhbir Singh | Asistencia: 1068 espectadores Árbitro(s): Sukhbir Singh |
| Jugador del partido: Anton Zemlianukhin |                                                              |           |                   |                                                         |                                                         |

| 10 de octubre de 2017           | Birmania                         | 2:2 (0:1) | Kirguistán                         | Estadio Thuwunna, Rangún                                |                                                         |
| 19:00 UTC+6:30                  | Aung Thu 52' · Kyaw Ko Ko 90'+2' | Reporte   | Zemlianukhin 9' (pen.) · Maier 49' | Asistencia: 2886 espectadores Árbitro(s): Ali Abdulnabi | Asistencia: 2886 espectadores Árbitro(s): Ali Abdulnabi |
| Jugador del partido: Kyaw Ko Ko |                                  |           |                                    |                                                         |                                                         |

| 11 de octubre de 2017              | India                                                                 | 4:1 (1:1) | Macao      | Estadio Sree Kanteerava, Bangalore                          |                                                             |
| 19:30 UTC+5:30                     | Borges 28' · Chhetri 60' · Lam Ka Seng 70' (a.g.) · Lalpekhlua 90'+2' | Reporte   | Torrão 37' | Asistencia: 4113 espectadores Árbitro(s): Yaqoob Abdul Baki | Asistencia: 4113 espectadores Árbitro(s): Yaqoob Abdul Baki |
| Jugador del partido: Sunil Chhetri |                                                                       |           |            |                                                             |                                                             |

| 14 de noviembre de 2017                 | Macao                                                 | 3:4 (0:2) | Kirguistán                                          | Estadio Campo Desportivo, Taipa                      |                                                      |
| 19:30 UTC+8                             | Chan Pak Chun 72' · Torrão 79' (pen.) · Fernandes 87' | Reporte   | Zemlianukhin 25' (pen.) 55' · Lux 36' · Murzaev 84' | Asistencia: 353 espectadores Árbitro(s): Võ Minh Trí | Asistencia: 353 espectadores Árbitro(s): Võ Minh Trí |
| Jugador del partido: Anton Zemlianukhin |                                                       |           |                                                     |                                                      |                                                      |

| 14 de noviembre de 2017              | India                               | 2:2 (1:2) | Birmania                         | Estadio Fatorda, Margao                                |                                                        |
| 20:00 (UTC+5:30)                     | Chhetri 13' (pen.) · Lalpekhlua 69' | Reporte   | Yan Naing Oo 1' · Kyaw Ko Ko 19' | Asistencia: 5546 espectadores Árbitro(s): Liu Kwok Man | Asistencia: 5546 espectadores Árbitro(s): Liu Kwok Man |
| Jugador del partido: Jeje Lalpekhlua |                                     |           |                                  |                                                        |                                                        |

| 27 de marzo de 2018                 | Kirguistán                    | 2:1 (1:0) | India          | Estadio Dolen Omurzakov, Biskek                            |                                                            |
| 20:00 UTC+6                         | Zemlianukhin 2' · Murzaev 72' | Reporte   | Lalpekhlua 88' | Asistencia: 9588 espectadores Árbitro(s): Ammar Al-Jeneibi | Asistencia: 9588 espectadores Árbitro(s): Ammar Al-Jeneibi |
| Jugador del partido: Mirlan Murzaev |                               |           |                |                                                            |                                                            |

| 27 de marzo de 2018             | Birmania    | 1:0 (0:0) | Macao | Estadio Thuwunna, Rangún                              |                                                       |
| 18:00 UTC+6:30                  | Kyi Lin 74' | Reporte   |       | Asistencia: 4638 espectadores Árbitro(s): Minoru Tōjō | Asistencia: 4638 espectadores Árbitro(s): Minoru Tōjō |
| Jugador del partido: Kyaw Ko Ko |             |           |       |                                                       |                                                       |

### Grupo B
| Pos. | Equipo          | Pts. | PJ | G | E | P | GF | GC | Dif. | Clasificación                        |
| ---- | --------------- | ---- | -- | - | - | - | -- | -- | ---- | ------------------------------------ |
| 1    | Líbano          | 16   | 6  | 5 | 1 | 0 | 14 | 4  | +10  | Clasificados a la Copa Asiática 2019 |
| 2    | Corea del Norte | 11   | 6  | 3 | 2 | 1 | 13 | 10 | +3   | Clasificados a la Copa Asiática 2019 |
| 3    | Hong Kong (E)   | 5    | 6  | 1 | 2 | 3 | 4  | 7  | −3   |                                      |
| 4    | Malasia (E)     | 1    | 6  | 0 | 1 | 5 | 5  | 15 | −10  |                                      |

 Fuente: AFC
| 28 de marzo de 2017                 | Líbano                    | 2:0 (2:0) | Hong Kong | Estadio Ciudad Deportiva Camille Chamoun, Beirut             |                                                              |
| 18:00 UTC+3                         | Ghaddar 27' · Maatouk 34' | Reporte   |           | Asistencia: 14 672 espectadores Árbitro(s): Pranjal Banerjee | Asistencia: 14 672 espectadores Árbitro(s): Pranjal Banerjee |
| Jugador del partido: Hassan Maatouk |                           |           |           |                                                              |                                                              |

| 10 de noviembre de 2017              | Corea del Norte                                                                   | 4:1 (2:0) | Malasia    | Estadio Buriram, Buriram                                  |                                                           |
| 20:00 UTC+7                          | Pak Kwang-ryong 12' (pen.) · Kim Yu-song 42' · Kim Yong-il 48' · Jong Il-gwan 59' | Reporte   | Safawi 67' | Asistencia: 287 espectadores Árbitro(s): Fahad Al-Mirdasi | Asistencia: 287 espectadores Árbitro(s): Fahad Al-Mirdasi |
| Jugador del partido: Pak Kwang-ryong |                                                                                   |           |            |                                                           |                                                           |

| 13 de junio de 2017              | Malasia     | 1:2 (1:0) | Líbano           | Estadio Tan Sri Dato Haji Hassan Yunos, Johor Bahru               |                                                                   |
| 21:45 UTC+8                      | Mahalli 43' | Reporte   | Ataya 79' 90'+4' | Asistencia: 6850 espectadores Árbitro(s): Jameel Juma Abdulhusain | Asistencia: 6850 espectadores Árbitro(s): Jameel Juma Abdulhusain |
| Jugador del partido: Rabih Ataya |             |           |                  |                                                                   |                                                                   |

| 13 de junio de 2017               | Hong Kong           | 1:1 (1:0) | Corea del Norte | Estadio Hong Kong, Hong Kong                         |                                                      |
| 20:00 UTC+8                       | Tan Chun Lok 45'+1' | Reporte   | Kim Yu-song 46' | Asistencia: 8194 espectadores Árbitro(s): Jansen Foo | Asistencia: 8194 espectadores Árbitro(s): Jansen Foo |
| Jugador del partido: Baise Festus |                     |           |                 |                                                      |                                                      |

| 5 de septiembre de 2017          | Malasia     | 1:1 (0:0) | Hong Kong  | Estadio Hang Jebat, Malaca                                  |                                                             |
| 20:45 UTC+8                      | Syazwan 56' | Reporte   | Sandro 53' | Asistencia: 3646 espectadores Árbitro(s): Christopher Beath | Asistencia: 3646 espectadores Árbitro(s): Christopher Beath |
| Jugador del partido: Safiq Rahim |             |           |            |                                                             |                                                             |

| 5 de septiembre de 2017          | Corea del Norte                   | 2:2 (1:0) | Líbano                       | Estadio Kim Il-sung, Pyongyang                          |                                                         |
| 16:30 UTC+8:30                   | Kim Yu-song 23' · Ri Yong-jik 87' | Reporte   | Mansour 47' · Maatouk 90'+4' | Asistencia: 31 000 espectadores Árbitro(s): Aziz Asimov | Asistencia: 31 000 espectadores Árbitro(s): Aziz Asimov |
| Jugador del partido: Kim Yu-song |                                   |           |                              |                                                         |                                                         |

| 10 de octubre de 2017                    | Hong Kong             | 2:0 (1:0) | Malasia | Estadio Hong Kong, Hong Kong                                  |                                                               |
| 20:00 UTC+8                              | Jordi 44' · McKee 49' | Reporte   |         | Asistencia: 7920 espectadores Árbitro(s): Nivon Robesh Gamini | Asistencia: 7920 espectadores Árbitro(s): Nivon Robesh Gamini |
| Jugador del partido: Jordi Tarrés Páramo |                       |           |         |                                                               |                                                               |

| 10 de octubre de 2017               | Líbano                                                            | 5:0 (2:0) | Corea del Norte | Estadio Ciudad Deportiva Camille Chamoun, Beirut      |                                                       |
| 17:30 UTC+3                         | El-Helwe 21' · Maatouk 25' · Ayass 50' · Hamam 80' · Ataya 90'+1' | Reporte   |                 | Asistencia: 3000 espectadores Árbitro(s): Minoru Tōjō | Asistencia: 3000 espectadores Árbitro(s): Minoru Tōjō |
| Jugador del partido: Hassan Maatouk |                                                                   |           |                 |                                                       |                                                       |

| 13 de noviembre de 2017          | Malasia    | 1:4 (0:3) | Corea del Norte                               | Estadio Buriram, Buriram                              |                                                       |
| 19:00 UTC+7                      | Safawi 85' | Reporte   | Kim Yu-song 15' 20' 44' · Pak Kwang-ryong 79' | Asistencia: 504 espectadores Árbitro(s): Ahmed Al-Kaf | Asistencia: 504 espectadores Árbitro(s): Ahmed Al-Kaf |
| Jugador del partido: Kim Yu-song |            |           |                                               |                                                       |                                                       |

| 14 de noviembre de 2017             | Hong Kong | 0:1 (0:1) | Líbano             | Estadio Hong Kong, Hong Kong                                |                                                             |
| 20:00 UTC+8                         |           | Reporte   | Maatouk 43' (pen.) | Asistencia: 10 109 espectadores Árbitro(s): Khamis Al-Marri | Asistencia: 10 109 espectadores Árbitro(s): Khamis Al-Marri |
| Jugador del partido: Hassan Maatouk |           |           |                    |                                                             |                                                             |

| 27 de marzo de 2018                  | Corea del Norte                        | 2:0 (2:0) | Hong Kong | Estadio Kim Il-sung, Pyongyang                                  |                                                                 |
| 17:00 UTC+8:30                       | Jong Il-gwan 19' · Pak Kwang-ryong 25' | Reporte   |           | Asistencia: 32 000 espectadores Árbitro(s): Omar Mohamed Al-Ali | Asistencia: 32 000 espectadores Árbitro(s): Omar Mohamed Al-Ali |
| Jugador del partido: Pak Kwang-ryong |                                        |           |           |                                                                 |                                                                 |

| 27 de marzo de 2018                 | Líbano                        | 2:1 (1:0) | Malasia    | Estadio Ciudad Deportiva Camille Chamoun, Beirut             |                                                              |
| 18:00 UTC+3                         | Maatouk 19' · El-Helwe 90'+4' | Reporte   | Syafiq 72' | Asistencia: 3500 espectadores Árbitro(s): Valentin Kovalenko | Asistencia: 3500 espectadores Árbitro(s): Valentin Kovalenko |
| Jugador del partido: Hassan Maatouk |                               |           |            |                                                              |                                                              |

### Grupo C
| Pos. | Selección  | PJ | PG | PE | PP | GF | GC | DG  | Pts. | Clasificación                        |
| ---- | ---------- | -- | -- | -- | -- | -- | -- | --- | ---- | ------------------------------------ |
| 1    | Jordania   | 5  | 3  | 2  | 0  | 15 | 4  | +11 | 11   | Clasificados a la Copa Asiática 2019 |
| 2    | Vietnam    | 5  | 2  | 3  | 0  | 8  | 2  | +6  | 9    | Clasificados a la Copa Asiática 2019 |
| 3    | Camboya    | 5  | 1  | 0  | 4  | 2  | 15 | -13 | 3    |                                      |
| 4    | Afganistán | 5  | 0  | 3  | 2  | 5  | 9  | -4  | 3    |                                      |

| 28 de marzo de 2017                    | Jordania                                                                           | 7:0 (2:0) | Camboya | Estadio Rey Abdullah, Amán                                  |                                                             |
| 18:00 UTC+2                            | Al-Daradreh 12' 21' 87' · Al-Bakheet 47' · Al-Saify 61' · Samir 62' · Mohammad 90' | Reporte   |         | Asistencia: 2000 espectadores Árbitro(s): Dmitry Mashentsev | Asistencia: 2000 espectadores Árbitro(s): Dmitry Mashentsev |
| Jugador del partido: Hamza Al-Daradreh |                                                                                    |           |         |                                                             |                                                             |

| 28 de marzo de 2017              | Afganistán | 1:1 (0:0) | Vietnam             | Estadio Pamir, Dusambé (Tayikistán)                         |                                                             |
| 19:00 UTC+5                      | Amin 69'   | Reporte   | Nguyễn Văn Toàn 64' | Asistencia: 2500 espectadores Árbitro(s): Turki Al-khudhayr | Asistencia: 2500 espectadores Árbitro(s): Turki Al-khudhayr |
| Jugador del partido: Ovays Azizi |            |           |                     |                                                             |                                                             |

| 13 de junio de 2017           | Camboya       | 1:0 (0:0) | Afganistán | Estadio Olímpico de Nom Pen, Nom Pen                          |                                                               |
| 18:30 UTC+7                   | Mony Udom 69' | Reporte   |            | Asistencia: 40 000 espectadores Árbitro(s): Mooud Bonyadifard | Asistencia: 40 000 espectadores Árbitro(s): Mooud Bonyadifard |
| Jugador del partido: Sou Yati |               |           |            |                                                               |                                                               |

| 13 de junio de 2017               | Vietnam | 0:0     | Jordania | Estadio Thống Nhất, Ciudad Ho Chi Minh                  |                                                         |
| 19:00 UTC+7                       |         | Reporte |          | Asistencia: 12 000 espectadores Árbitro(s): Ng Chiu Kok | Asistencia: 12 000 espectadores Árbitro(s): Ng Chiu Kok |
| Jugador del partido: Dang Van Lam |         |         |          |                                                         |                                                         |

| 5 de septiembre de 2017 | Camboya | 1:2 (1:1) | Vietnam | Estadio Olímpico de Nom Pen, Nom Pen |                  |
| 18:30 UTC+7             |         | Reporte   |         | Árbitro(s): [[]]                     | Árbitro(s): [[]] |

| 5 de septiembre de 2017 | Jordania | 4:1 (3:0) | Afganistán | Estadio Rey Abdullah, Amán |                  |
| 20:00 UTC+3             |          | Reporte   |            | Árbitro(s): [[]]           | Árbitro(s): [[]] |

| 10 de octubre de 2017 | Vietnam | 5:0 (1:0) | Camboya | Estadio Thống Nhất, Ciudad Ho Chi Minh |                  |
| 19:00 UTC+7           |         | Reporte   |         | Árbitro(s): [[]]                       | Árbitro(s): [[]] |

| 10 de octubre de 2017 | Afganistán | 3:3 (1:2) | Jordania | Estadio Pamir, Dusambé (Tayikistán) |                  |
| 19:00 UTC+5           |            | Reporte   |          | Árbitro(s): [[]]                    | Árbitro(s): [[]] |

| 14 de noviembre de 2017, 18:30 (UTC+7) | Camboya | 0:1 (0:1) | Jordania       | Estadio Olímpico, Nom Pen   |                             |
|                                        |         | Reporte   | Abu Amarah 17' | Árbitro(s): Ilgiz Tantashev | Árbitro(s): Ilgiz Tantashev |

| 14 de noviembre de 2017, 19:00 (UTC+7) | Vietnam | 0:0 (0:0) | Afganistán | Estadio Nacional Mỹ Đình, Hanói |                               |
|                                        |         | Reporte   |            | Árbitro(s): Jameel Abdulhusin   | Árbitro(s): Jameel Abdulhusin |

| 27 de marzo de 2018 | Jordania | vs.     | Vietnam |                  |                  |
|                     |          | Reporte |         | Árbitro(s): [[]] | Árbitro(s): [[]] |

| 27 de marzo de 2018 | Afganistán | vs.     | Camboya |                  |                  |
|                     |            | Reporte |         | Árbitro(s): [[]] | Árbitro(s): [[]] |

### Grupo D
| Pos. | Selección | PJ | PG | PE | PP | GF | GC | DG  | Pts. | Clasificación                        |
| ---- | --------- | -- | -- | -- | -- | -- | -- | --- | ---- | ------------------------------------ |
| 1    | Palestina | 5  | 5  | 0  | 0  | 25 | 2  | +23 | 15   | Clasificados a la Copa Asiática 2019 |
| 2    | Omán      | 5  | 4  | 0  | 1  | 27 | 5  | +22 | 12   | Clasificados a la Copa Asiática 2019 |
| 3    | Maldivas  | 5  | 1  | 0  | 4  | 4  | 19 | -15 | 3    |                                      |
| 4    | Bután     | 5  | 0  | 0  | 5  | 2  | 32 | -30 | 0    |                                      |

| 28 de marzo de 2017                       | Omán | 14:0 (7:0) | Bután | Complejo Deportivo del Sultan Qaboos, Mascate               |                                                             |
| 19:00 UTC+4                               | Al-Muqbali 2' 35' 40' 43' 68' 85' · Al-Mahaijri 25' · Al-Khaldi 30' · Mabrook 44' · Basnet 54' (a.g.) · Al-Hajri 70' 74' 90'+1' 90'+4' | Reporte    |       | Asistencia: 4500 espectadores Árbitro(s): Hussein Abo Yehia | Asistencia: 4500 espectadores Árbitro(s): Hussein Abo Yehia |
| Jugador del partido: Abdulaziz Al-Muqbali | |            |       |                                                             |                                                             |

| 28 de marzo de 2017                     | Maldivas | 0:3 (0:0) | Palestina                         | Estadio Nacional de Fútbol, Malé                      |                                                       |
| 21:00 UTC+5                             |          | Reporte   | Maher 62' 65' · Abu Nahyeh 90'+2' | Asistencia: 6000 espectadores Árbitro(s): Aziz Asimov | Asistencia: 6000 espectadores Árbitro(s): Aziz Asimov |
| Jugador del partido: Ahmed Maher Wridat |          |           |                                   |                                                       |                                                       |

| 13 de junio de 2017            | Bután | 0:2 (0:1) | Maldivas                            | Estadio Changlimithang, Timbu                             |                                                           |
| 18:00 UTC+6                    |       | Reporte   | Fasir 42' (pen.) · Ah. Abdullah 75' | Asistencia: 7600 espectadores Árbitro(s): Khurram Shahzad | Asistencia: 7600 espectadores Árbitro(s): Khurram Shahzad |
| Jugador del partido: Ali Fasir |       |           |                                     |                                                           |                                                           |

| 13 de junio de 2017               | Palestina                   | 2:1 (2:1) | Omán        | Estadio Internacional Faisal Al-Husseini, Al-Ram             |                                                              |
| 23:00 UTC+3                       | Cantillana 13' · Islame 21' | Reporte   | Mubarak 45' | Asistencia: 11 000 espectadores Árbitro(s): Sivakorn Pu-udom | Asistencia: 11 000 espectadores Árbitro(s): Sivakorn Pu-udom |
| Jugador del partido: Yaser Islame |                             |           |             |                                                              |                                                              |

| 5 de septiembre de 2017 | Bután | 0:2 (0:0) | Palestina | Estadio Changlimithang, Timbu |                  |
| 18:00 UTC+6             |       | Reporte   |           | Árbitro(s): [[]]              | Árbitro(s): [[]] |

| 5 de septiembre de 2017 | Omán | 5:0 (1:0) | Maldivas | Complejo Deportivo del Sultan Qaboos, Mascate |                  |
| 19:15 UTC+4             |      | Reporte   |          | Árbitro(s): [[]]                              | Árbitro(s): [[]] |

| 10 de octubre de 2017 | Palestina | 10:0 (6:0) | Bután | Estadio Internacional Dora, Hebrón |                  |
| 17:00 UTC+3           |           | Reporte    |       | Árbitro(s): [[]]                   | Árbitro(s): [[]] |

| 10 de octubre de 2017 | Maldivas | 1:3 (1:2) | Omán | Estadio Nacional de Fútbol, Malé |                  |
| 21:00 UTC+5           |          | Reporte   |      | Árbitro(s): [[]]                 | Árbitro(s): [[]] |

| 14 de noviembre de 2017, 18:00 (UTC+6) | Bután | 2:4 (0:0) | Omán | Estadio Changlimithang, Timbu |                  |
|                                        |       | Reporte   |      | Árbitro(s): [[]]              | Árbitro(s): [[]] |

| 14 de noviembre de 2017, 17:00 (UTC+3) | Palestina | 8:1 (4:0) | Maldivas | Estadio de la Universidad Árabe Americana, Cisjordania |                  |
|                                        |           | Reporte   |          | Árbitro(s): [[]]                                       | Árbitro(s): [[]] |

| 27 de marzo de 2018 | Omán | vs.     | Palestina |                  |                  |
|                     |      | Reporte |           | Árbitro(s): [[]] | Árbitro(s): [[]] |

| 27 de marzo de 2018 | Maldivas | vs.     | Bután |                  |                  |
|                     |          | Reporte |       | Árbitro(s): [[]] | Árbitro(s): [[]] |

### Grupo E
| Pos. | Selección    | PJ | PG | PE | PP | GF | GC | DG | Pts. | Clasificación                        |
| ---- | ------------ | -- | -- | -- | -- | -- | -- | -- | ---- | ------------------------------------ |
| 1    | Baréin       | 5  | 3  | 1  | 1  | 11 | 3  | +8 | 10   | Clasificados a la Copa Asiática 2019 |
| 2    | Turkmenistán | 5  | 3  | 1  | 1  | 9  | 6  | +3 | 10   | Clasificados a la Copa Asiática 2019 |
| 3    | China Taipéi | 5  | 2  | 0  | 3  | 6  | 12 | -6 | 6    |                                      |
| 4    | Singapur     | 5  | 0  | 2  | 3  | 3  | 8  | -3 | 2    |                                      |

| 26 de marzo de 2017                         | China Taipéi         | 1:3 (1:2) | Turkmenistán                                                | Estadio Municipal, Taipéi                             |                                                       |
| 18:07 UTC+8                                 | Chen Po-liang 45'+2' | Reporte   | Annadurdyyev 23' · Mingazov 24' · Chen Chia-chun 83' (a.g.) | Asistencia: 5898 espectadores Árbitro(s): Kim Hee-gon | Asistencia: 5898 espectadores Árbitro(s): Kim Hee-gon |
| Jugador del partido: Altymyrat Annadurdyyev |                      |           |                                                             |                                                       |                                                       |

| 28 de marzo de 2017                        | Baréin | 0:0     | Singapur | Estadio Nacional de Baréin, Riffa                            |                                                              |
| 19:00 UTC+3                                |        | Reporte |          | Asistencia: 225 espectadores Árbitro(s): Nivon Robesh Gamini | Asistencia: 225 espectadores Árbitro(s): Nivon Robesh Gamini |
| Jugador del partido: Hassan Adbullah Sunny |        |         |          |                                                              |                                                              |

| 10 de junio de 2017              | Singapur  | 1:2 (1:1) | China Taipéi                       | Estadio Jalan Besar, Ciudad de Singapur                       |                                                               |
| 21:00 UTC+8                      | Hariss 6' | Reporte   | Xavier Chen 31' · Chen Chao-an 60' | Asistencia: 5234 espectadores Árbitro(s): Ahmed Faisal Al Ali | Asistencia: 5234 espectadores Árbitro(s): Ahmed Faisal Al Ali |
| Jugador del partido: Xavier Chen |           |           |                                    |                                                               |                                                               |

| 13 de junio de 2017                     | Turkmenistán  | 1:2 (0:0) | Baréin                     | Estadio Sport Toplumy, Daşoguz                    |                                                   |
| 18:00 UTC+5                             | Yakshiyev 86' | Reporte   | Al Romaihi 55' · Yaser 80' | Asistencia: 9500 espectadores Árbitro(s): Ma Ning | Asistencia: 9500 espectadores Árbitro(s): Ma Ning |
| Jugador del partido: Mohamed Al Romaihi |               |           |                            |                                                   |                                                   |

| 5 de septiembre de 2017 | Singapur | 1:1 (0:0) | Turkmenistán | Estadio Jalan Besar, Ciudad de Singapur |                  |
| 19:30 UTC+8             |          | Reporte   |              | Árbitro(s): [[]]                        | Árbitro(s): [[]] |

| 5 de septiembre de 2017 | Baréin | 5:0 (2:0) | China Taipéi | Estadio Nacional de Baréin, Riffa |                  |
| 19:00 UTC+3             |        | Reporte   |              | Árbitro(s): [[]]                  | Árbitro(s): [[]] |

| 10 de octubre de 2017 | Turkmenistán | 2:1 (0:0) | Singapur | Estadio Köpetdag, Asjabad |                  |
| 19:00 UTC+5           |              | Reporte   |          | Árbitro(s): [[]]          | Árbitro(s): [[]] |

| 10 de octubre de 2017 | China Taipéi | 2:1 (0:1) | Baréin | Estadio Municipal, Taipéi |                  |
| 18:00 UTC+8           |              | Reporte   |        | Árbitro(s): [[]]          | Árbitro(s): [[]] |

| 14 de noviembre de 2017, 18:30 (UTC+8) | Singapur | 0:3 (0:0) | Baréin | Estadio Jalan Besar, Ciudad de Singapur |                  |
|                                        |          | Reporte   |        | Árbitro(s): [[]]                        | Árbitro(s): [[]] |

| 14 de noviembre de 2017, 15:00 (UTC+5) | Turkmenistán | 2:1 (2:0) | China Taipéi | Estadio Sport Toplumy, Balkanabat |                  |
|                                        |              | Reporte   |              | Árbitro(s): [[]]                  | Árbitro(s): [[]] |

| 27 de marzo de 2018 | Baréin | vs.     | Turkmenistán |                  |                  |
|                     |        | Reporte |              | Árbitro(s): [[]] | Árbitro(s): [[]] |

| 27 de marzo de 2018 | China Taipéi | vs.     | Singapur |                  |                  |
|                     |              | Reporte |          | Árbitro(s): [[]] | Árbitro(s): [[]] |

### Grupo F
| Pos. | Selección  | PJ | PG | PE | PP | GF | GC | DG | Pts. | Clasificación                        |
| ---- | ---------- | -- | -- | -- | -- | -- | -- | -- | ---- | ------------------------------------ |
| 1    | Filipinas  | 5  | 2  | 3  | 0  | 11 | 7  | +4 | 9    | Clasificados a la Copa Asiática 2019 |
| 2    | Yemen      | 5  | 1  | 4  | 0  | 5  | 4  | +1 | 7    | Clasificados a la Copa Asiática 2019 |
| 3    | Tayikistán | 5  | 2  | 1  | 2  | 9  | 7  | +2 | 7    |                                      |
| 4    | Nepal      | 5  | 0  | 2  | 3  | 2  | 9  | -7 | 2    |                                      |

| 28 de marzo de 2017                    | Filipinas                                                | 4:1 (3:1) | Nepal      | Estadio Conmemorativo Rizal, Manila                         |                                                             |
| 20:00 UTC+8                            | P. Younghusband 21' (pen.) 23' · Ramsay 27' · Patiño 73' | Reporte   | Rai 45'+1' | Asistencia: 1715 espectadores Árbitro(s): Yaqoob Abdul Baki | Asistencia: 1715 espectadores Árbitro(s): Yaqoob Abdul Baki |
| Jugador del partido: Phil Younghusband |                                                          |           |            |                                                             |                                                             |

| 28 de marzo de 2017              | Yemen                             | 2:1 (1:1) | Tayikistán   | Estadio Suhaim Bin Hamad, Doha (Catar)                           |                                                                  |
| 19:00 UTC+3                      | Ergashev 41' (a.g.) · Al-Sasi 63' | Reporte   | Umarbayev 9' | Asistencia: 380 espectadores Árbitro(s): Nagor Amir Noor Mohamed | Asistencia: 380 espectadores Árbitro(s): Nagor Amir Noor Mohamed |
| Jugador del partido: Ala Al-Sasi |                                   |           |              |                                                                  |                                                                  |

| 13 de junio de 2017                    | Nepal | 0:0     | Yemen | Estadio Halchowk, Katmandú                               |                                                          |
| 15:00 UTC+5:45                         |       | Reporte |       | Asistencia: 700 espectadores Árbitro(s): Faizullin Timur | Asistencia: 700 espectadores Árbitro(s): Faizullin Timur |
| Jugador del partido: Kiran Kumar Limbu |       |         |       |                                                          |                                                          |

| 13 de junio de 2017                | Tayikistán                                        | 3:4 (0:2) | Filipinas                                           | Estadio Pamir, Dusambé                                   |                                                          |
| 21:00 UTC+5                        | Umarbayev 57' (pen.) · Vasiev 61' · Dzhalilov 90' | Reporte   | P. Younghusband 28' 23' · Patiño 41' 48' · Sato 79' | Asistencia: 15 000 espectadores Árbitro(s): Hanna Hattab | Asistencia: 15 000 espectadores Árbitro(s): Hanna Hattab |
| Jugador del partido: Javier Patiño |                                                   |           |                                                     |                                                          |                                                          |

| 5 de septiembre de 2017 | Nepal | 1:2 (0:2) | Tayikistán | ANFA Complex, Katmandú |                  |
| 15:00 UTC+5:45          |       | Reporte   |            | Árbitro(s): [[]]       | Árbitro(s): [[]] |

| 5 de septiembre de 2017 | Filipinas | 2:2 (1:1) | Yemen | Panaad Park and Stadium, Bacolod |                  |
| 19:30 UTC+8             |           | Reporte   |       | Árbitro(s): [[]]                 | Árbitro(s): [[]] |

| 10 de octubre de 2017 | Tayikistán | 3:0 (1:0) | Nepal | Estadio Central Hisor, Hisor |                  |
| 18:00 UTC+5           |            | Reporte   |       | Árbitro(s): [[]]             | Árbitro(s): [[]] |

| 10 de octubre de 2017 | Yemen | 1:1 (0:0) | Filipinas | Estadio Saoud bin Abdulrahman, Al Wakrah (Catar) |                  |
| 18:00 UTC+3           |       | Reporte   |           | Árbitro(s): [[]]                                 | Árbitro(s): [[]] |

| 14 de noviembre de 2017, 14:00 (UTC+5:45) | Nepal | 0:0 (0:0) | Filipinas | Estadio Halchowk, Katmandú |                  |
|                                           |       | Reporte   |           | Árbitro(s): [[]]           | Árbitro(s): [[]] |

| 14 de noviembre de 2017, 16:00 (UTC+5) | Tayikistán | 0:0 (0:0) | Yemen | Estadio Central, Hisor |                  |
|                                        |            | Reporte   |       | Árbitro(s): [[]]       | Árbitro(s): [[]] |

| 27 de marzo de 2018 | Filipinas | vs.     | Tayikistán |                  |                  |
|                     |           | Reporte |            | Árbitro(s): [[]] | Árbitro(s): [[]] |

| 27 de marzo de 2018 | Yemen | vs.     | Nepal |                  |                  |
|                     |       | Reporte |       | Árbitro(s): [[]] | Árbitro(s): [[]] |